# 홍해 위기
2023년 10월 19일, 예멘의 후티 반군은 남부 이스라엘과 이스라엘으로 향하고 있다고 주장하는 홍해의 선박을 표적으로 삼은 공격을 시작했다.
이스라엘-하마스 전쟁 동안 하마스와 연합한 예멘의 후티 반군은 미사일과 무인 항공기를 사용해 이스라엘을 겨냥한 공격을 시작했다. 그 중 일부는 애로우 미사일 방어 시스템을 사용하여 홍해 상공의 이스라엘 방위군에 의해 요격되었다. 다른 것들은 목표에 미치지 못하거나 미국 해군, 프랑스 해군 및 이스라엘 공군에 의해 요격되었다. 세계 경제의 요충지인 홍해 바브엘만데브 해협를 지나는 여러 나라 상선에 포격을 가해 미국이 주도하는 번영의 수호자 작전을 촉발하고, 2025년 3월 미국의 예멘 공격의 원인이 되기도 했다.

## 배경

녹색으로 표시된 후티 반군에 의해 통제되는 지역

후티 반군은 이란으로부터 지원과 자금을 지원받고있는 시아파 무장조직으로, 예멘 북부를 장악하고 있으며, 전쟁에서 이란의 입장을 대변하는 역할을 하는 것으로 알려져있다.  2018년 8월 유엔 문서에 따르면 후티 반군과 북한 정부 관계자의 회담을 통해 시리아를 거쳐 북한에서도 지원 및 자금 지원을 받고 있는 것으로 드러났다. 이 운동의 슬로건은 " 신은 가장 위대하다, 미국에 죽음을, 이스라엘에 죽음을, 유대인을 저주하며, 이슬람에 승리를"이다.
2023년 이스라엘-하마스 전쟁이 발발하자 후티 반군을 포함한 이란이 지원하는 중동 전역의 무장 단체들은 팔레스타인에 대한 지지를 표명하고 이스라엘을 공격하겠다고 위협했다. 후티 반군 지도자 압둘말리크 알후티는 미국에 드론과 미사일을 이용한 보복 위협과 개입을 경고했다.

### 무기
후티 무기는 주로 이란에서 수입되고 있으며, 지대지 미사일, 포병 로켓, 무인 항공기 (UAV)를 사용하 알려져 있다. 다음과 같은 예멘에서 이스라엘에 도달할 수 있는 여러 미사일과 UAV를 보유하고 있다:
- 토우판 – 사거리 1,800 km (1,100 mi)의 지대지 미사일.[21]
- 순항 미사일 – 이란 수마르 계열의 미사일로 공격 범위는 약 2,000 km (1,200 mi)이다.[21]
- 쿼즈-2 미사일 – 사거리 1,350 km (840 mi) 으로 추정되며, 이스라엘을 공격하도록 만들어졌다.[22]
- 사마드-3 및 사마드-4 – 범위가 1,800 km (1,100 mi) 인 UAV/ 자폭형 무인항공기 +.[22]
- Wa'id 드론 – 이란의 샤헤드 136과 유사하며 사거리가 2,500 km (1,600 mi) 인 자폭형 무인항공기 .[22]

## 사건

### 2023년 10월
2023년 10월 19일 미국 당국은 미 해군 구축함 USS 카니가 예멘에서 후티 반군이 이스라엘을 향해 발사한  지상 공격 순항 미사일 세 대와 드론 여러 대를 격추했디고 발표했으며, 이는 전쟁 발발 이후 미군이 이스라엘을 방어하기 위한 첫 번째 조치였다. 이후 이 함선은 순항미사일 4기와 드론 15기를 격추한 것으로 알려졌으며, 또 다른 미사일은 사우디아라비아가 요격한 것으로 알려졌다.
2023년 10월 27일, 홍해 남쪽에서 두 개의 자폭형 무인 항공기가 북쪽 방향으로 발사되었다 . 이스라엘 방위군 관계자에 따르면 그들의 목표는 이스라엘이었지만 이집트에서 국경을 넘지는 않았다. 두 대의 드론 중 한 대는 ㄹ 이집트 타바의 한 병원에 인접한 건물에 충돌하여 6명이 부상을 입었으며, 다른 한 대는 이집트 누웨이바 마을 근처의 발전소 근처에서 격추되었다. 후티 반군 관계자는 드론이 타바에서 추락한 후 트위터에 인근 이스라엘 도시 에일라트를 언급하는 한 단어의 글을 올렸다.
10월 31일 에일라트, 에일롯 키부츠 (Eilot kibbutz) 및 샤호리트(Shahorit) 산업 단지 지역에 홍해에서 적 항공기의 침투에 관한 경보가 발령되었으며, 항공기는 홍해 상공에서 성공적으로 요격되었다. 애로우 시스템은 탄도미사일을 요격했고, 공군은 홍해에서 에일랏을 향해 발사된 순항미사일 여러 발을 요격했다. 후티는 공격이 자신들이 한 것이라고 밝혔다.. 순항미사일 1기가 F-35i 아디르 전투기에 의해 격추되었다. 애로우에 의한 미사일 격추는 이스라엘-하마스 전쟁에서 미사일이 처음으로 사용된 것을 의미한다. 이스라엘 관계자에 따르면 이번 요격은 네게브 사막 위 지구 대기권 상공에거 이뤄졌으며 이는 역사상 최초의 우주전 사례가 됐다.

### 2023년 11월
11월 1일 0시 45분에 이스라엘 방위군는 예멘에서 발사된 공습 위협을 요격하고 에일라트 남쪽을 확인했다. 11월 8일 미국 MQ-9 리퍼 드론이 예멘 해안에서 후티 반군에 의해 격추되었으며, 미국 국방부는 이전에 MQ-9 드론이 인질 구출 노력을 돕기 위해 정보 수집 역할로 가자 상공을 비행하고 있다고 밝혔다. 11월 9일, 후티 반군은 에일라트 시를 향해 미사일을 발사했다. 미사일은 요격에 처음으로 사용된 에로우 3  미사일에 의해 요격되었다.
11월 14일 후티 반군은 수많은 미사일을 발사했는데, 그중 하나는 에일라트 시를 겨냥했다. 이스라엘 관계자에 따르면 미사일은 애로우 미사일로 요격됐다. 다음날 미국 당국은 USS 토마스 후드너가 예멘에서 발사된 드론을 격추시켰다고 발표했다. 11월 22일, 후티 반군은 에일라트 시를 향해 순항 미사일을 발사했으며, 이스라엘 당국은 이 미사일이 F-35에 의해 성공적으로 격추됐다고 발표했다다. 2023년 11월 23일, 미국 당국은 구축함 USS 토마스 후드너가 예멘에서 발사된 공격 드론 여러 대를 격추했다고 밝혔다.
2023년 11월 29일 미국 당국은 미 해군 구축함 USS 카니가 베브엘만데브 해협 접근하는 후티 KAS-04 드론을 격추했다고 발표했다. 2023년 11월 30일, 사우디 언론은 이스라엘의 공습으로 예멘의 수도 사나에 있는 후티 무기 창고에서 폭발이 일어났다고 보도했다. 후티 관계자들은 대신 주유소가 공격을 받았다고 말하면서 보도를 부정했다. 후티 반군 정치국의 헤잠 알 아사드는 이번 폭발이 예멘 내전 에서 남겨진 폭탄 잔해 때문에 발생했다고 발표했다.

### 2023년 12월
2023년 12월 6일 후티 운동은 에일라트에 있는 이스라엘 군 기지에 여러 발의 탄도 미사일을 발사했다. 같은 날 USS 메이슨호는 예멘에서 발사된 드론을 격추했으며, 드론의 목표가 무엇인지는 밝혀지지 않았다.
2023년 12월 10일, 홍해에서 작전 중인 프랑스 해군의 호위함 랑그독은 후티 반군이 점령한 항구인 호데이다에서 발사된 드론 두 대를 요격했다. 보도에 따르면 미 해군은 2023년 12월 16일 드론 14대를 격추했으며 이집트 공군은 다합 근처에서 비행하는 물체를 요격했다.
2023년 12월 18일 인도 해군은 해양 안보를 위해 구축함 INS 콜카타를 아덴만에 배치했다. 구축함 INS 코치도 소말리아 해적에 맞서기 위해 이미 이 지역에 배치되었지만, 인도 정부는 번영 수호자 작전에 참여했다는 사실에 대해 침묵을 지키고 있다.
2023년 12월 26일 후티는 에일라트과 이스라엘의 다른 지역에 드론 공격을 가했다고 발표했다. 미국은 드론 12대와 이들이 발사한 미사일 5기를 격추했으며, 이스라엘 방위군는 시나이 반도 앞바다에서 이스라엘을 겨냥해 예멘에서 발사된 발사체도 격추했다고 밝혔다.

### 2024년 1월

공습 지도

2024년 1월 4일, 경고가 있은 지 불과 몇 시간 후인 후티 반군은 미 해군과 상선을 향해 무인 수상함을 발사했으나 배에서 1 해리 (1.9 km)를 훨씬 넘는 거리에서 폭발했다.
1월 7일 후티 반군은 미국 해군이 후티의 전투 병력 10명을 살해한 해군 장병들을 예멘에서 재판에 회부하지 않는 한 미 해군에 대한 보복 공격을 계속할 것이라고 밝혔다.
1월 12일, 미국과 영국은 여러 국가의 지원을 받아 예멘에 있는 후티 반군의 12곳 이상의 목표물에 대해 공습을 실시했으며, 후티 지도자가 미국 자국 군대에 대해 공격할 시 가만있지 않을 것이라고 맹세한 지 불과 몇 시간 만에 이루어졌다. 이 공격은 홍해 위기가 시작된 이래 예멘의 후티 반군을 대상으로 한 첫 공격이며, 후티 측에 따르면 예멘의 5개 지역에서 73회의 공격이 발생하여 후티 반군 5명이 사망하고 6명이 부상을 입었다. 하루 뒤 미국은 사나에 있는 후티 반군 레이더 기지에 또 다른 공격을 가했다.

### 이란의 개입
서방 정보기관 관계자들에 따르면 이란 이슬람 혁명 수비대는 무선 장치와 식별 장치를 끄는 선박에 대한 공격을 후티에게 안내하기 위해서 정보 수집 선박을 배치했다. 이란의 호위함 알보즈 도 이후 홍해에 배치되었다.

### 북한 개입
미국의 소리에 따르면 후티 반군이 발사한 미사일에 쓰여진 한글을 증거로 북한이 이란을 거쳐 후티 반군에 무기를 공급했다고 주장했다.

### 전쟁 범죄 가능성
휴먼 라이츠 워치에 따르면, 후티가 군사 목표물이 선박에 포함되어 있는지 여부에 관계없이 선박을 표적으로 삼을 것이라고 한 것은 전쟁 범죄에 해당된다 . 또한 휴먼 라이츠 워치는 인질 석방이나 안전을 위한 조건으로 국제인도법을 위반하는 행위를 제3자에게 강요하거나 금지하기 위해 구금된 승무원을 구금하는 것이 인질극으로 간주될 수 있는 전쟁범죄라고 지적했다.

### 2025년 3월
2025년 3월 15일 예멘 전역에서 최소 40회의 미군 공습이 있었으며, 대부분의 공습은 후티 점령지이자 수도인 사나와 사다 주를 목표로 했다. 사나에서는 8차례 공습이 있었고, 그 중 1차례는 주거 지역을 타격하여 15명이 사망하고 9명이 부상당했다. 그 외에도 사나 국제공항과 군사 시설이 있는 지역이 타격을 받았으며, 검은 연기가 하늘로 치솟는 모습이 포착되었다. 사나 북부의 Geraf 지역에서는 4차례 공습이 있었다. 알마시라(Al-Masirah)와 다른 현지 미디어는 동부 표준시 오후 1시 30분에 사나에서 공습이 있었다고 보도했다. 사다에서는 12차례의 공습이 있었고, 그 중 하나는 Dahyan에 있는 전력소를 타격해 정전이 발생하였다. 타이즈의 군사 시설도 타격을 받았다고 전해진다. 이브 주 카자 지역에서는 후티 미디어가 두 개의 주택 건물이 미국의 공격을 받아 15명이 사망했다고 보도했다. 바이다 주에서는 8차례의 공습이 있었으며, 다마르 주, 하자 주, 마리브 주도 추가적인 공격을 받았다.
미국 중부사령부에 따르면, 이번 공격은 광범위한 작전의 시작으로, 후티 반군의 상업 및 군함 공격으로 수개월간 혼란이 지속된 홍해의 안정을 회복하는 것을 목표로 한다고 한다.

## 영향
후티의 공격은 이스라엘로의 운송과 현지 무역에 영향을 미쳤으며, 에일라트 항구로의 상업 운송은 거의 완전히 중단되었다. 대신 아시아에서 이스라엘로 오는 상선과 이스라엘을 향하지 않는 일부 상선이 아프리카를 순회하기 시작하면서 여행 시간이 약 3주 더 길어지고 비용도 증가했다. 12월 21일까지 100척 이상의 컨테이너 선박이 아프리카를 순회하기 위해 경로를 변경했으며 각 선박의 항해 거리가 약 6,000해리 늘어났다.
후티 개입의 또 다른 영향으로 홍해를 통과하는 상업용 선박에 대한 보험 비용이 증가했는데, 이스라엘 선박은 250% 증가했으며 다른 선박은 보험에 가입할 수 없었다.
이스라엘인들은 공급망 지연과 가격 인상에 직면하게 될 것이지만, 수에즈 운하를 통한 배송이 거의 $9.4에 기여하기 때문에 이집트 경제에 미치는 영향은 더욱 심각하다. 가자지구 전쟁으로 인한 이스라엘과의 무역 차질로 부채 위기가 더욱 악화된 이집트 경제에 10억 달러의 손실이 발생했다.
이번 공격으로 인해 MSC, 머스크, CMA CGM, COSCO, 하파크로이트, 및 에버그린 마린을 포함한 주요 선사들이 홍해를 통한 선박 운항을 중단했다. 12월 18일에는 영국의 다국적 석유가스 회사인 BP도 홍해를 통한 모든 선적을 중단했다. 글로벌 컨테이너 해운 시장에서 약 14.8%의 시장 점유율을 차지하고 있는 머스크는  2023년 12월 25일 번영의 수호자 작전의 결과로 곧 운영을 재개할 것이라고 발표했다. 12월 30일까지 머스크는 홍해를 통하는 해운을 재개했지만 머스크 광저우에 대한 공격 이후 다시 중단했다. 1월 12일, 테슬라는 후티의 공격으로 인한 공급망 문제로 인해 1월 29일부터 2주 동안 유럽의 유일한 공장인 Grünheide 공장의 대부분의 생산을 중단할 것이라고 밝혔다. 볼보자동차도 다음 주부터 사흘간 헨트에 위치한 공장의 생산을 중단한다고 밝혔다.
12월 21일 에일라트 항의 최고 경영자는 예멘의 홍해 해운 공격 이후 항구 활동이 85% 감소했다고 밝혔다. 많은 선박이 홍해 대신 아프리카와 희망봉을 순회하는 더 안전한 경로를 선택했지만,  이 경로는 10일이 추가로 소요되고 더 많은 연료를 소비하며 더 많은 승무원 시간이 필요하다. 홍해를 통한 대규모 무역 중단은 수에즈 운하의 이용 감소로 이어져 이집트 경제에 큰 타격을 입혔다.

## 반응

### 지역
10월 27일 사건 이후 제조 박람회 에서 압델 파타 알시시 이집트 대통령은 2023년 이스라엘-하마스 전쟁의 모든 당사자에게 이집트의 주권을 존중할 것을 촉구하고 이집트군이 국가를 보호할 수 있었다고 강조했다. 추가 공격이 있을 경우.
2023년 12월 초, 이스라엘은 서방 동맹국들에게 후티 반군의 해상 운송 위협에 대응할 것을 요청했다. 이스라엘 국가안보보좌관 차치 하네비는 위협이 계속된다면 "우리는 이 봉쇄를 제거하기 위해 조치를 취할 것"이라고 밝혔다. 예멘의 공식 정부인 남부 과도위원회는 2023년 12월 후티 반군에 맞서 싸우기 위해 이스라엘과 협력할 의향이 있다고 밝힌 것으로 알려졌다.

### 상선에 대한 공격을 막기 위한 미국 주도의 다자간 작전
미 해군은 홍해에서 후티 로켓과 미사일을 격추했지만, 이를 발사한 사람들에 대해서는 보복하지 않았다. 2023년 12월, 미국은 동맹국들과의 논의 끝에 바브엘만데브 해협과 아덴만 지역의 상선을 보호하는 다자간 해군 태스크포스를 창설한다고 발표했으며, 번영의 수호자 작전이라는 이름으로 2023년 12월 23일에 공식적으로 시작되었다 이는 과거 1980년대 ' 유조선 전쟁 ' 당시 아라비아만과 호르무즈 해협을 지나는 상선을 보호하는 작전과 바레인에 본부를 둔 미 해군 연합 태스크포스 153이 현재 진행 중인 해양 안보 작전과 유사하다. 이 작전은 또한 10년 전 아프리카에서 소말리아 해적을 몰아내기 위한 성공적인 다자간 해군 작전과 비교되었지만,  후티 반군은 소말리아 해적과 달리 이란의 지원과 미사일, 고속정, 헬리콥터, 드론과 같은 더 나은 장비와 기술을 가지고 있다.
프랑스, 이탈리아, 인도는 모두 독립적으로 해군 자산을 이 지역으로 보냈으며, 프랑스 호위함 Languedoc 은 후티 반군이 통제하는 항구에서 발사된 드론을 격추하고 있으며, 이탈리아는 지중해 수호 작전 하에 호위함 Virginio Fasan을 파견했다.  인도는 또한 홍해 해상 안보를 강화하기 위해 콜카타급 구축함 2척을 파견했다.

## 같이 보기
- 번영의 수호자 작전
- 2025년 3월 미국의 예멘 공격

## 내용주
- 1  Saudi Arabia and Egypt have not joined the coalition against the Houthis, but they have shot down Houthi missiles over their own territory.
- 2  The United States has deployed the USS Carney, USS Laboon, USS Thomas Hudner and USS Mason.

1. ↑  10 killed, 2 wounded on 31 December.[7] 5 killed, 6 wounded on 12 January.[8]
2. ↑  현재 이란과 후티는 이란이 전쟁에 개입하는 사실을 부정하고있다.[14]